# 툴레 (기업)

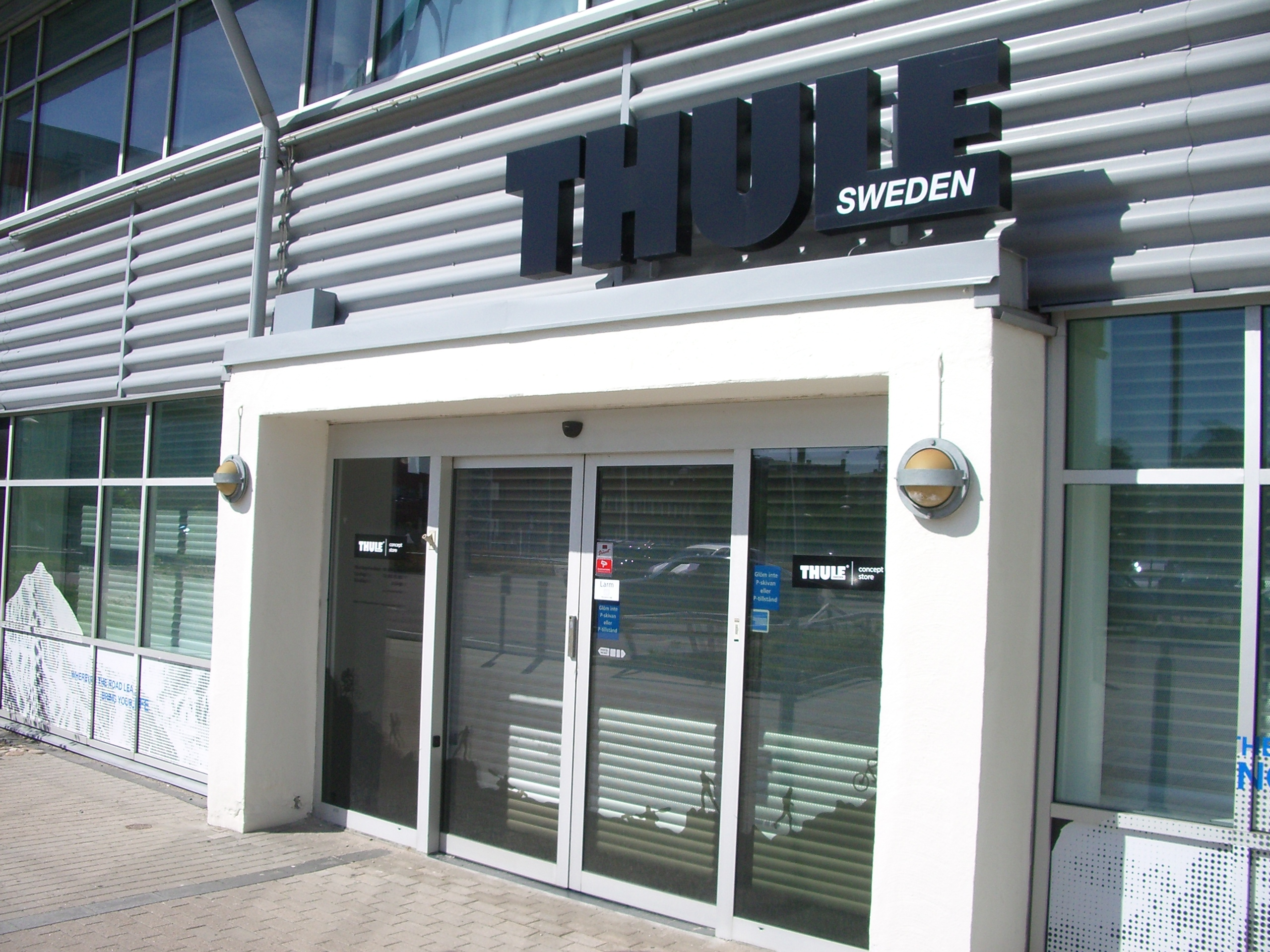

툴레(영어: Thule)는 자동차 관련 운송수단 분야의 세계적 기업이다. 1942년에 스웨덴에서 설립되었다. 창업자 Erik Thulin의 이름을 따 THULE 브랜드를 만들고 낚시 용품 판매로 시작했다. 1960년 자동차 및 스키 캐리어를 생산, 판매하기 시작했으며, 1977년에는 박스 캐리어 사업을 시작하였다. 계속적으로 자전거 캐리어, 루프 박스(roof boxes), 트레일러 생산까지 사업영역을 확장했다. 2004년에서 2007년까지 11개의 회사 인수 합병을 거쳐 Thule Group을 만들었다. 대한민국에서는 자동차, 자전거, 스포츠 관련 캐리어 산업과 최근에는 가방 크로스오버 시리즈를 출시했다.